# فرضية الأجسام الطائرة المجهولة النفسية والاجتماعية
في علم الأجسام الطائرة المجهولة، تقول الفرضية النفسية الاجتماعية، إن بعض تقارير الأجسام الطائرة المجهولة على الأقل يمكن تفسيرها بطريقة أفضل بالوسائل النفسية أو الاجتماعية. غالبًا ما تتناقض مع فرضية وجود خارج الأرض، وتحظى بشعبية خاصة بين الباحثين في الأجسام الطائرة المجهولة في المملكة المتحدة، مثل دايفيد كلارك، وهيلاري إيفانز، ومحرري مجلة ماغونيا، والعديد من المساهمين في مجلة فورتين تايمز. لاقت شعبية واسعة في فرنسا منذ نشر كتاب ميشيل مونيري عام 1977 بعنوان (ماذا لو لم تكن الأجسام الطائرة المجهولة موجودة؟).
يدعي علماء الأجسام الطائرة المجهولة أن الفرضية النفسية الاجتماعية يجري أحيانًا الخلط بينها وبين فضح فرضية الأجسام الطائرة المجهولة المعادية للكائنات الفضائية، ولكن هناك اختلافًا مهمًا في أن الباحث في الفرضية النفسية والاجتماعية يرى الأجسام الطائرة المجهولة موضوعًا مثيرًا للاهتمام يستحق الدراسة الجادة، حتى لو تعاملوا معه بطريقة متشككة (أي غير ساذجة).
تعتمد الفرضية النفسية الاجتماعية على اكتشاف أن معظم تقارير الأجسام الطائرة المجهولة لها تفسيرات دنيوية مثل الأجسام السماوية، وأضواء الطائرات، والبالونات، ومجموعة من الأشياء الأخرى التي فُهمت بشكل خاطئ والتي شوهدت في السماء والتي تشير إلى وجود مناخ عاطفي غير عادي يشوه التصورات والأهمية المتصورة والشذوذ للمحفزات الأرضية فقط. في الوضع الأكثر غرابة الذي يدعي فيه الناس وجود اتصال مباشر مع كائنات فضائية، تبدو الحاجة إلى نهج نفسي اجتماعي ملزمة بوجود ما لا يقل عن 70 ادعاءً لأشخاص التقوا بكائنات من كوكب الزهرة وما لا يقل عن 50 ادعاءً بلقاء المريخيين، ومن المعروف الآن أن كلا العالمين غير صالحين للسكن وخاليين من أي حضارة متقدمة. يبدو أن الخداع يفسر بعض ادعاءات هؤلاء الأشخاص، لكن الأحلام الوهمية، والهلوسة، والعمليات العقلية الأخرى تضلع فيها بوضوح المواد المبنية على الأسطورة. من خلال التعميم، يُفترض أن المواد الأخرى التي تشير إلى وجود كيانات خارج كوكب الأرض من أماكن أخرى يمكن تفسيرها بوسائل مماثلة. إن الوجود الملحوظ للأنشطة والصور السريالية الشبيهة بالحلم أو الموضوعات المستندة إلى البيئة الثقافية والمصادر المفهومة تاريخيًا يعزز الافتراض القائل بأن فرضية وجود حياة خارج كوكب الأرض غير ضرورية، وربما غير صحيحة وفقًا لنصل أوكام.

## أصل
في الأدب الإنجليزي للأجسام الطائرة المجهولة، برز مصطلح الفرضية النفسية الاجتماعية لأول مرة في أبريل 1984 عندما ظهر على غلاف مجلة ماغونيا «صعود الفرضية النفسية الاجتماعية» بقلم جاك سكورنو وبيتر روغرسون. يعود استخدام سكورنو للمصطلح إلى الجدل الفرنسي حول الأجسام الطائرة المجهولة الذي أثاره ميشيل مونيري، الذي قدم كتابه حطام سفينة من خارج الأرض (1979) «النموذج الاجتماعي النفسي» كتحدي مباشر لفرضية وجود خارج كوكب الأرض. عرض كلود موجي لقراء ماغونيا مخططًا موجزًا «للنموذج الاجتماعي النفسي» الناشئ عن الدراسات الفرنسية في عام 1983، لكن تقليب المقاطع جعل المصطلح أكثر تقليدية بالنسبة للمفردات الأكاديمية الموجودة. يمثل اعتماد روغرسون لهذا المصطلح تطورًا وتراجعًا في الفرضيات الغريبة التي استمتع بها والتي تضمنت في الأصل مفاهيم خارقة مثل الظواهر التخاطرية، والهلوسة الجماعية، واللاوعي الجماعي. يشير المصطلح إلى احتضان نظام طبيعي تمامًا من العمليات النفسية التي تشمل الأحلام، والهلوسة، والتفسيرات الخيالية للمحفزات الحقيقية المادية، وتشوهات الإدراك، والتجارب الماورائية. كانت هذه الأشياء متأثرة بالأساطير الثقافية، والتكييف الاجتماعي، والسياق التاريخي. منذ عام 1968، كانت دائرة الكتاب الذين كتبوا لماغونيا تستكشف بدائل لفرضية وجود خارج كوكب الأرض في ظل شعور عام بأنها فشلت في تفسير الكثير مما كان يُرى في حالات الغرابة العالية. تحدث روغر ساندل المتخصص في الحقائق العملية حول الأجسام الطائرة المجهولة الهوية حتى أدرك أن تقارير الأجسام الطائرة المجهولة التي جمعها من موجة ويلز عام 1905 لم تكن منطقية وكانت جزءًا من مجموعة أكبر من قصص الأشباح والرؤى الدينية. أشار إلى أن فكر الأجسام الطائرة المجهولة هيمنت عليه النظريات القائلة بأن كوكبا الزهرة والمريخ كانا مصدر الأجسام الطائرة المجهولة، لكن برنامج الفضاء أظهر أنهما في الواقع بلا حياة تمامًا. إذا أضيفت المادة المروعة والشيطانية للتفكير المعاصر آنذاك في الأجسام الطائرة المجهولة، بدت الحاجة إلى إعادة التفكير ملزمة. هل يمكن أن تكون كلها نتاجات دنيوية للعقل البشري مثل الأحلام، والإشاعات، والخدع؟ بالمثل، أصبح بيتر روغرسون مقتنعًا بأننا نشهد ظهور أساطير معاصرة ودعا إلى بحث شامل عن السوابق التاريخية لشائعات الأجسام الطائرة المجهولة. بدأ البحث عن العوامل الاجتماعية التي تؤدي إلى تقلبات الأجسام الطائرة المجهولة والذعر الاجتماعي. قد تشير ماغونيا إلى «العلاقة بين موجات الأجسام الطائرة المجهولة وأوقات التغيير الاجتماعي الجذري» إذ عرض روغرسون أن التقلبات الفرنسية عام 1954 حدثت في «وقت الهزيمة الوطنية والأزمة الحكومية». في إحدى المقالات اللافتة للنظر، قدم تأملًا مطولًا في الصدى الاجتماعي والتأثيرات الأيديولوجية التي تشكل المعتقدات المختلفة الموجودة بين كتاب الأجسام الطائرة المجهولة على مدار تاريخها.

## جوانب الخيال العلمي من أساطير الأجسام الطائرة المجهولة
بدأ برتراند ميهوست، عالم اجتماع فرنسي، دراسة أوجه التشابه بين الخيال العلمي وأساطير الأجسام الطائرة المجهولة عندما عثر على نسخة من رواية 1908 عجلة البرق التي كتبها جان دي لا هير في علية عائلته. فتحها وبدأ في قراءة كيف تجد الشخصيات المركزية نفسها مرفوعة بواسطة شعاع إلى قرص طائر يطن ويتوهج بهالة من الضوء. حفز هذا الاكتشاف البحث عن أوجه التشابه بين روايات تجربة الأجسام الطائرة المجهولة وأدب الخيال العلمي قبل عام 1947. وجد ميهوست العشرات منها، والعديد منها أكثر إثارة للإعجاب بما في ذلك التأثيرات العجيبة مثل مجالات القوة غير المرئية، والتأثيرات العقلية الساحرة، والتجسيد وعدم المادية، والنقل الآني، والسفر عبر الجدران، والكيانات المرفوعة، والأشعة التي توقف المحرك. يمكن للمرء أيضًا أن يجد أشباه بشرية تزور الأرض لمجموعة من الدوافع التي توازي ما ظهر لاحقًا من أفكار الأجسام الطائرة المجهولة: الرغبة في التجسس على البشر، والتجربة علينا، والتكاثر معنا، وإنشاء برنامج متعدد الأجيال لتشكيل البشرية، والتعامل مع عالمهم المحتضر، وغزو عالمنا، وتعليمنا دروسًا حول التاريخ الكوني والحاجة إلى السلام. في حين أن بعضًا من هذا يمكن أن يُعزى إلى مصادفات مدفوعة بأسباب وتوقعات مماثلة حول المستقبل، لكن هذه العجائب غالبًا ما تذكرنا بالأساطير الخارقة للطبيعة والأساطير القديمة أكثر مما هو متوقع إنشاؤه باستخدام التكنولوجيا المستقبلية. دمج ميشيل مونيري دراسة ميهوست في نقده التاريخي الأوسع لما شكّل أساطير الأجسام الطائرة المجهولة. استحق ميشيل ميرغر تنويهًا خاصًا لأنه وسع أطروحة ميهوست إلى خلاصة مثيرة للإعجاب من المتوازيات المليئة بما يقرب من 800 حاشية ومجموعة من العشرات من الرسوم التوضيحية. قدِمت ورقة بحثية لاحقة، باللغة الإنجليزية، دراسة تاريخية مركزة، تظهر سلسلة متواصلة بين الفظائع الطبية الكابوسية التي شهدتها روايات اختطاف الأجسام الطائرة المجهولة الحديثة، بدءًا من العلماء المجانين في الخيال العلمي، والتي بنيت بدورها على الدعاية المناهضة للتشريح والشائعات المتداولة في القرن التاسع عشر.
جاك فالي من بين أوائل علماء الأجسام الطائرة المجهولة الذين لاحظوا أن التأثيرات الكهرومغناطيسية المرتبطة بالأجسام الطائرة المجهولة يمكن العثور عليها في روايات سابقة مثل مسرحية كتبها آرثر كويستلر وأول رواية عن الصحن الطائر وهي الصحن الطائر (1948) لبرنارد نيومان.